# Nesodryas antidesmae
Nesodryas antidesmae är en insektsart som beskrevs av Frederick Arthur Godfrey Muir 1917. Nesodryas antidesmae ingår i släktet Nesodryas och familjen sporrstritar. Inga underarter finns listade i Catalogue of Life.